# Нужный, Пархом
Пархом Нужный (или Парфён; укр. Пархом Нужний, год рождения неизвестен — май 1664 года) — казацкий военный деятель эпохи освободительной войны под руководством Богдана Хмельницкого. Есаул. Запорожский (1663) и конотопский полковник (1664). Известен мучительной смертью в польском плену.

## Биография
О ранних годах Пархома Нужного не содержится достоверных сведений.
В 1661 году являлся казаком Миргородского полка. Поддержав Ивана Брюховецкого, стал запорожским полковником. В 1663 году принимал участие в боях против подразделений Павла Тетери и татар. Будучи конотопским полковником, зимой 1664 года вёл борьбу с польскими отрядами. В Новых Млинах едва не захватил в плен польского канцлера Николая Пражмовского, овладев его имуществом и документами канцелярии. Будучи военным есаулом, занял Черкассы и осадил Чигирин. Попав в польский плен, предпочёл смерть через посажение на кол.